# Walter Chaffe
Walter Chaffe (2 avril 1870 - 22 avril 1918) fut un ancien tireur à la corde britannique. Il a participé aux Jeux olympiques de 1908 avec l'équipe britannique de tir à la corde Metropolitan Police "K" Division et remporta une médaille de bronze. Quatre ans plus tard, aux Jeux olympiques d'été de 1912, il remporta une médaille d'argent avec l'équipe britannique "City of London Police".